# Ni1 del Bover
Ni¹ del Bover (ν¹ Bootis) és un estel a la constel·lació del Bover de magnitud aparent +5,02. Comparteix la denominació de Bayer «Ni» amb Ni² Bootis, i la separació visual entre ambdós estels és de 10 minuts d'arc. Tot i això, no existeix relació física entre elles, ja que mentre Ni¹ Bootis s'hi troba a 838 anys llum del sistema solar, i Ni² Bootis hi és a menys de la meitat de distància.
Ni1 del Bover és una gegant taronja de tipus espectral K5III amb una temperatura efectiva de 3.915 K. Té una lluminositat 1.650 vegades major que la del Sol i és una gegant de gran grandària; el seu diàmetre és 88 vegades més gran que el diàmetre solar. Gira sobre si mateixa lentament —la seva velocitat de rotació projectada és de 4 km/s—, per la qual cosa pot trigar fins a 3 anys a completar una volta. La seua metal·licitat és més elevada que la solar, gairebé un 80% major ([Fe/H] = +0,25).
Ni1 del Bover té una massa 5 vegades major que la massa solar. Com en tantes altres gegantes, en el seu interior té lloc la fusió d'heli en carboni. La seva edat estimada és de 100 milions d'anys.